# Mewa (szybowiec 1925)
Mewa – polski szybowiec amatorski zbudowany w dwudziestoleciu międzywojennym. Wziął udział w II Wszechpolskim Konkursie Szybowcowym.

## Historia
Por. pil. Jan Bilski zaprojektował szybowiec, którego budowa została sfinansowana ze składek członków Poznańskiego Związku Kolejarzy. Prace konstrukcyjne zostały przeprowadzone w warsztatach 3. pułku lotniczego, w którym służył konstruktor. W konstrukcji szybowca zastosowano elastycznie zamocowany płat, co wg konstruktora miało pozwolić na lepsze wykorzystanie podmuchów wiatru i poprawić wznoszenie. Szybowiec został zgłoszony do udziału w II Wszechpolskim Konkursie Szybowcowym. 
Szybowiec został przetransportowany na miejsce zawodów w połowie maja 1925 roku. Otrzymał numer konkursowy 14. Podczas pierwszego lotu, pilotował konstruktor, szybowiec uległ wypadkowi i został rozbity. Nie został odbudowany, jego dalsze losy nie są znane.

## Konstrukcja
Jednomiejscowy szybowiec konstrukcji drewnianej, w układzie górnopłata.
Kadłub o przekroju prostokątnym, konstrukcji półskorupowej, kryty sklejką. Płat o obrysie prostokątnym, usztywniony naciągami gumowymi mocowanymi do kadłuba. Pokryte w całości płótnem. Usterzenie klasyczne krzyżowe, kryte płótnem. Podwozie trójpunktowe z płozą ogonową. Podwozie główne osiowe, wyposażone w dwa koła. 